# سبزقبای زمینی سرحنایی
 سبزقبای زمینی سرحنایی (نام علمی: Atelornis crossleyi) نام یک گونه از سرده ناکامل‌پرنده است.